# 羅山吟社
羅山吟社為台灣日治時期位於嘉義廳（今嘉義市）的傳統詩社，由白玉簪、林玉書等人於1911年（明治四十四年）創立。最後於1923年（大正十二年）合併於「嘉社」。